# Как я убил Плутон и почему это было неизбежно
«Как я убил Плутон и почему это было неизбежно» (англ. How I Killed Pluto and Why It Had It Coming) — научно-популярная книга и мемуары американского профессора планетной астрономии Майкла Брауна, вышедшие в 2010 году в издательстве Spiegel & Grau. Автора книги называют «человеком, убившим Плутон», так как именно по его инициативе статус Плутона в Солнечной системе был пересмотрен, и с 2006 года Плутон считается карликовой планетой.

## Содержание
Книга Майкла Брауна — рассказ от первого лица о том, что 2005 год, когда он публично заявил о том, что десятая планета, Эрида, немного больше Плутона, стал самым бурным в современной астрономии. Автор книги своим открытием вызвал острую дискуссию, продолжавшуюся в течение года. Открытие Брауна вызвало бурю споров, возмутившую спокойствие астрономов и привлёкшую к событию внимание общественности.
В работе описаны события, предшествовавшие открытию Эриды, заявление об её открытии и предполагаемых размерах, ставшие причиной пересмотра статуса Плутона. Дебаты завершились тем, что в 2006 году появилось решение Международного астрономического союза, который лишил планетного статуса Плутон и «понизил» его в звании, присвоив ему новую категорию карликовой планеты. Браун рассказывает, что последствием открытия, которое он искал годами и о котором мечтал всю жизнь, стали письма школьников и тележурналистов, наполненные гневными откликами.
Книга полна юмора и драматизма, поскольку она не только знакомит читателей с важными научными концепциями, но и побуждает более глубоко задуматься об истории планет и о космосе в целом. Это также личная история: в то время как Браун стремился расширить понимание людей об обширной природе космоса, в его собственной жизни происходили важные перемены, связанные с любовью, рождением и смертью. Книга Брауна — это личный взгляд автора на события, связанные с астрономическим открытием и исследованиями Вселенной.

## Отзывы
Книга получила в основном положительные рецензии. Джеймс Кеннеди из The Wall Street Journal назвал книгу «живой» и «приятной хроникой» рассказа о поисках новых планет и окончательном решении по статусу Плутона. Джанет Маслин из The New York Times назвала работу «короткими, искренними исследовательскими мемуарами».

## Русский перевод
- Браун Майкл. Как я убил Плутон и почему это было неизбежно = How I Killed Pluto and Why it Had it Coming / переводчик: Дарья Григорьева. — Карьера Пресс, 2012. — 368 с. — 2500 экз. — ISBN 978-5-904946-33-3.
  - Глава десятая. Впереди всех